# Набэсима, Наотада
Наотада Набэсима (яп. 鍋島 直縄 Набэсима Наотада, 6 мая 1889 — 29 апреля 1939) — японский государственный деятель и предприниматель, виконт (с 13 июня 1915), член Палаты пэров Японии (1925—1939).

## Биография
Четвёртый сын Наохиро Набэсимы, 12-го даймё Саги. Мать, Нагако Хирохаси, дочь Танэясу Хирохаси. В 1897 году Наотаду усыновил двоюродный дядя, Наоёси Набэсима, 13-й даймё Касимы и 1-й губернатор Окинавы.
В 1911 году Наотада отправился учиться в Германию, где 6 октября 1912 года поступил на факультет лесного хозяйства Дрезденского технического университета. После окончания обучения в марте 1914 года, Набэсима продолжил свои исследования на кафедре лесного хозяйства Мюнхенского университета.
12 августа того же года Наотада переехал в Лондон перед вступлением Японии в Первую мировую войну и, пробыв там несколько месяцев, вернулся на родину 24 декабря через США. Набэсима занимал пост председателя банка Сага-Хякуроку (ныне Sumitomo Mitsui Banking Corporation). Когда его приёмный отец, Наоёси, умер в 1915 году, Наотада унаследовал титул виконта (сисяку), а 10 июля 1925 года был назначен членом Палаты пэров. В 1929 году стал секретарём министра юстиции, в 1931 году служил советником в Министерстве флота, а в 1936 году занимал пост заместителя министра внутренних дел. 29 апреля 1939 года Наотада Набэсима умер от желтухи в своём доме в районе Сибуя в Токио. Его старший сын, Наоцугу, стал следующим главой семьи.
Наотада был женат на Масако Мори (1895—1988), дочери Мотоисы Мори.